# Weinmannia boliviensis
Weinmannia boliviensis là một loài thực vật có hoa trong họ Cunoniaceae. Loài này được R.E. Fr. miêu tả khoa học đầu tiên năm 1909.